# REINCARNATION BLUE
「REINCARNATION BLUE」（リインカネーション・ブルー）は、結城アイラの楽曲。結城が作詞、矢鴇つかさが作曲を手掛けた。結城の10枚目のシングルとして2013年11月27日にLantisから発売された。

## 音楽性
本曲は、テレビアニメ『BLAZBLUE ALTER MEMORY』のエンディングテーマに起用された。
タイトル内の「REINCARNATION」は、輪廻転生を意味しており、結城曰く「繰り返される運命に抗えない葛藤」が表現されている。また、歌詞中には妹弟と生き別れになったラグナの胸中やノエルの過去を現すフレーズが散りばめられているという。
シングルの表題曲としては、初めて結城自らが作詞を手掛けている。作詞に際しては、デモを聞いた時から日本語よりも英語が合うことを実感していたことと、スタッフから英語にした方が良いと言われたため、コーラスのような英詞をちりばめることを思い付いたという。なお、同パートではblazeとbraveを掛け合わせるなど言葉遊び的な要素も盛り込まれている。
当初はメロディが前作までとガラリと変わっているためメロディが1時間覚えられず苦労したが、スルメソングのため次第にメロディを覚えたという。
結城によればDメロは「暗闇が抜けたら荒野が広がる」イメージだが、それ以外のメロディは淡々としているという。また、劇中では各キャラに共通して悲惨なエピソードが描かれているが、結城は敢えてそれを抑え希望が望めるようなフレーズを盛り込んだという。

## シングルリリース
2013年11月27日にLantisから発売された。結城のシングルとしては前作「悲しみは誰の願いでもない」から1年3か月ぶりのリリースとなる。ジャケットは、結城と、帽子を取ったノエルのイラストのダブルジャケット仕様で、前者は『BLAZBLUE』の世界観を意識して黒髪ストレートに青いドレスといういわゆる「クールで大人な女性」に仕上がっている。
2曲目「ROUTE EXIT」は、PS3ゲーム『ルートダブル -Before Crime * After Days- Xtend edition』の2ndオープニングテーマに起用された。同ゲームの1stオープニングテーマ「Double Bible」とリンクしたアップテンポの明るい曲に仕上がっており、ゲームのユーザーからも好評価を得ている。歌詞は主人公達の心情を反映したSFチックな内容になっている。なお、歌詞中の「選ぶのは1つだけのルート」、「掛け合って真実」は、何れも数学の用語から採られているが、実はこれらに関してはゲームのユーザーから歌詞に関する問い合わせが寄せられており、作詞に際して分かりやすくするため敢えて括弧を入れたという。レコーディングではアッパーなためスムーズに行えたが、サビとDメロではウィスパーが取り入れられている。ちなみに結城は後者を「Dメロ王子」と呼称するほど好いているという。

## シングル収録内容
| 全作曲・編曲: 矢鴇つかさ。 | |            |            |      |
| #                          | タイトル                                                                                                 | 作詞       | 作曲・編曲 | 時間 |
| 1.                         | 「REINCARNATION BLUE」(テレビアニメ『BLAZBLUE ALTER MEMORY』エンディングテーマ)                          | 結城アイラ | 矢鴇つかさ | 4:25 |
| 2.                         | 「ROUTE EXIT」(PS3ゲーム『ルートダブル -Before Crime * After Days- Xtend edition』2ndオープニングテーマ) | 松井洋平   | 矢鴇つかさ | 4:21 |
| 3.                         | 「REINCARNATION BLUE（OFF VOCAL）」                                                                      |            | 矢鴇つかさ | 4:25 |
| 4.                         | 「ROUTE EXIT（OFF VOCAL）」                                                                              |            | 矢鴇つかさ | 4:19 |
| 合計時間:                  | 合計時間:                                                                                                | 合計時間:  | 17:32      |      |

## チャート
| チャート（2013年）                                 | 最高位 |
| -------------------------------------------------- | ------ |
| オリコン                                           | 130    |
| Billboard JAPAN Top Independent Albums and Singles | 65     |